# طرح تروریستی ۲۰۰۷ باکو
طرح تروریستی ۲۰۰۷ باکو (انگلیسی: 2007 Baku terrorist plot) یک طرح تروریسم اسلامی شکست خورده بود که چندین هدف در شهر باکو جمهوری آذربایجان را مد نظر داشت. اقدامات امنیتی منجر به بسته شدن سفارتخانه‌های آمریکا و بریتانیا شد. برخی از موسسات مانند شرکت‌های نفتی نروژی استات اویل و شرکت آمریکایی مک درمات اویل فعالیت‌های خود را محدود کردند.
در ۲۹ اکتبر ۲۰۰۷، سازمان‌های انتظامی آذری گزارش دادند که گروهی از سلفیهای مسلح را که نارنجک انداز نیز داشته‌اند بازداشت کرده‌اند که در نزدیکی سفارتخانه‌های ایالات متحده و بریتانیا در حال آماده شدن برای یک حمله بودند. به گفته سخنگوی وزارت امنیت ملی، کشف شد که این گروه دارای چهار تفنگ کلاشنیکوف، یک نارنجک انداز کلاشینکوف، ۲۰ نارنجک، مهمات و قطعات جنگ‌افزار تمام‌خودکار بود. همچنین گزارش شده‌است که این گروه قصد داشت به تعدادی از ساختمان‌های دولتی و نمایندگی‌های شرکت‌های خصوصی حمله کند.

## پیشینه
در ۲۵ اکتبر ۲۰۰۷، وزارت دفاع آذربایجان گزارش داد که یکی از افسران ارتش، نیروی خود را ترک کرده و چهار قبضه تفنگ کلاشنیکوف و یک قبضه مسلسل از پایگاه نظامی برداشته است. وزارت امنیت ملی ادعا کرده‌است که این افسر پیرو سلفیسم بوده و اسلحه‌های دزدیده شده قرار بوده در حملات تروریستی مورد استفاده قرار بگیرند. ادعا شد که ستوان یکم کامران اسدف چهار قبضه تیربار، یک خمپاره انداز و ۲۰ نارنجک از واحد نظامی خود تحویل گرفته و آنها را در شهر برای حمله به ستیزه‌جویان پنهان کرده‌است.
بر اساس گزارش دفتر روابط عمومی وزارت امور خارجه آذربایجان روز ۶ نوامبر، ابو جعفر که ملیت عربی داشت و وابسته به القاعده و جهاد اسلامی مصر و دیگران بود به آذربایجان آمد و یک گروه مسلح از افرادی که قبلاً در واحدهای نظامی غیرقانونی در مناطق مختلف درگیری داشتند تشکیل دادند. در طی اقدامات مشترک سازمان‌های انتظامی در تاریخ ۲۶ سپتامبر در منطقهٔ قوسار، یکی از اعضای این گروه، ساکن منطقهٔ قوسار به نام تلمن عبدالله یوف (متولد ۱۹۷۵)، مقاومت مسلحانه از خود نشان داد و دو تن از پلیس‌ها را مجروح کرده و خود توانست از محل حادثه بگریزد. علاوه بر این، دیگر اعضای گروه شامل ودادی کریموف، عادل جریخانف، ویتالی آگامامدف، آصف نزاروف و دانیل ابوییف بازداشت شدند. کشف شد که گروه در حال برنامه‌ریزی برای کمک به ابو جعفر برای فرار از آذربایجان بوده‌است. آپارتمانی که ابو جعفر در منطقه سومقاییت در آن مخفی شده بود تحت کنترل قرار گرفت. در ۱۰ اکتبر، در جریان یک عملیات در آپارتمان، عبدالمالک و الچین علیمیرزایف که با نام حاجی نیز شناخته می‌شود، دستگیر شدند، اما ابو جعفر به سوی افسران پلیس شلیک کرده و موفق به فرار شد.

## عملیات
در طی عملیات ویژه ای که در روزهای ۲ و ۳ نوامبر انجام شد، ابو جعفر و دیگر اعضای گروه شامل میرزا بابایف، قادر حاجیف، ووغار علی اف، امین کامی، لقمان مرادوف، هابیل مسعلیف و پرویز کریموف بازداشت شدند. ابو جعفر با توجه به اقدامات عجیب و غریب تیم ویژه گارتال (عقاب) وزارت امنیت ملی بدون هیچ آسیبی بازداشت شد. یک قبضه تیربار سبک آکاام 3 قبضه مسلسل دستی، ۱ قبضه تفنگ، ۱۲ نارنجک دستی، ۱۱ آتش زنه مخصوص، ۱٫۰۷۵ گرم مواد منفجره، ماسوره بیکفورد ۴ متری، ۹۱ عدد چاشنی، ۴ عدد خشاب تپانچه، ۴ عدد خشاب تیربار سبک، ۲۵ گلوله، حدود ۶۰۰ تیر فشنگ، ۳ فانوس مخصوص، ۲ قطب‌نما، ۱ قبضه کلت منور، ۱ دستگاه هدایت کننده جریان الکتریکی، نقشه و سایر مواد لجستیکی کشف شد. این پرونده‌ها تحت ماده ۲۷۹٫۲، ۳۱۵٫۲ و ۲۲۸٫۲٫۱ قانون جزای آذربایجان قرار گرفت.

## محکومیت‌ها
در روز ۱۸ ژوئن ۲۰۰۹، دادگاه جنایی، کامران اسدف، بختیار اوروجوف، فرید جباروف، کامران بابایف و سمیر مهرعلیف را به ۱۵ سال حبس محکوم کرد.
دادگاه همچنین اعضای دیگر گروه را محکوم کرد؛
- الشان محمدوف، ووغار علی اف و ایلکین اسماعیلوف ۱۴ سال
- تارلان کریموف ۱۳ سال
- رامیل کریموف و سمیر علی اف ۱۲ سال
- یاشار محرموف و روشن عبدالعلیف ۱۲ سال و ۶ ماه.
- رامین جلیلوف ۱۱ سال
- شیروانی بابایف و آذری عبادف ۱۰ سال
- اورخان علیزاده ۱۰ سال و ۶ ماه
- ادگار علی اف ۶ سال و ۶ ماه
- حاجی بالا حسینوف ۶ سال و سه ماه
- شهریار محرموف ۲ سال

دادگاه مقرر کرد که یک یادداشت به وزارت دفاع بفرستد که سمت ستوان را از اسدوف را لغو کند.